# Knittelfeld
Knittelfeld es una ciudad en el Distrito de Murtal en Estiria. Es mencionado en un documento por primera vez en el año 1224.

## Historia
Se menciona a Knittelfeld por primera vez en un documento del 1 de agosto de 1224 con el nombre de «Chnvttelvelde» en un documento que menciona a la iglesia local y una disputa por el diezmo.
En el siglo XIII se funda con autorización del duque Leopoldo VI en una terraza de grava del pleistoceno tardío que tenía forma de H. A 1288 se remonta el primer sello conocido de la ciudad, compuesto por tres garrotes verticales. En 1322 se lo nombra como una comunidad rural, rodeada de negocios y comercio. En 1390 sufre una plaga de langostas según rememoran las crónicas de Ottokar Gaal y, de 1338 a 1340 otra plaga de langostas con la consecuente hambruna. También en 1338 es la primera aparición de la peste negra en el lugar.
Para 1517, gran parte de la población de Knittelfeld profesa la religión luterana. Dos grandes incendios se produjeron en 1664 y en 1742. En 1713 se rememoró a la peste con la creación de una columna en su honor y el escultor Balthasar Judenburger Prandstätter construyó cuatro estatuas sobre el tema.
En 1842 se produjo el incendio en el campo más grande de la historia de Knittelfeld. En 1868 comienza a circular por allí el ferrocarril y un año más tarde se construyen los talleres ferroviarios. Con el tren, Knittelfeld se convierte en un lugar netamente industrializado y se funda la fábrica de metal.
Para 1914 se convierte en un campo de prisioneros de la Primera Guerra Mundial, con capacidad para 33 mil personas. En 1938 se anexa Austria a la Alemania nazi y se expulsan a los judíos locales. De 1944 a 1945 hubo reiterados bombardeos en la ciudad, siendo el peor el del 23 de febrero de 1945 que dejó unos 235 muertos y a la ciudad completamente destrozada. En los años posteriores se dedicaría a reconstruir la ciudad por completo.

## Cultura
En cuanto a la educación, Knittelfeld posee 2 escuelas primarias, 2 secundarias y 1 de educación especial. También posee un Colegio Politécnico, una Escuela Montessori, una Escuela Federal que posee un gimnasio y un centro de formación profesional.
Poseen varios clubes deportivos, una piscina municipal y una cancha de minigolf, además se practica el senderismo, escalada y ciclismo.